# بنكسية هكريانية
بنكسية هوكريانية (الاسم العلمي: Banksia hookeriana) هي نوع نباتي يتبع جنس البنكسية من فصيلة البروطية.